# لي سانغ ديوك
لي سانغ ديوك (بالكورية: 이상득)‏ (29 نوفمبر 1935 - 23 أكتوبر 2024) هو سياسي ورجل أعمال كوري جنوبي، وهو الأخ الأكبر للرئيس الكوري الجنوبي لي ميونغ باك. كان عضوًا في حزب سينوري المحافظ في الجمعية الوطنية. أدين بالرشوة في عام 2013، وحُكم عليه بالسجن لمدة عام وشهرين.
توفي لي في 23 أكتوبر 2024، عن عمر يناهز 88 عامًا.